# 2009年3月臺灣
| << | 2009年3月 （民國98年） | >> |    |    |    |    |
| \| 日 \| 一 \| 二 \| 三 \| 四 \| 五 \| 六 \| \| 1 \| 2 \| 3 \| 4 \| 5 \| 6 \| 7 \| \| 8 \| 9 \| 10 \| 11 \| 12 \| 13 \| 14 \| \| 15 \| 16 \| 17 \| 18 \| 19 \| 20 \| 21 \| \| 22 \| 23 \| 24 \| 25 \| 26 \| 27 \| 28 \| \| 29 \| 30 \| 31 \| \| \| \| \| \| \| \| \| \| \| \| \| |                        |    |    |    |    |    |
| 臺灣新聞動態／維基新聞 |                        |    |    |    |    |    |
| 世界／中国大陆／臺灣 |                        |    |    |    |    |    |
| 日 | 一                     | 二 | 三 | 四 | 五 | 六 |
| 1 | 2                      | 3  | 4  | 5  | 6  | 7  |
| 8 | 9                      | 10 | 11 | 12 | 13 | 14 |
| 15 | 16                     | 17 | 18 | 19 | 20 | 21 |
| 22 | 23                     | 24 | 25 | 26 | 27 | 28 |
| 29 | 30                     | 31 |    |    |    |    |
| |                        |    |    |    |    |    |

## 3月1日
- 因后豐大橋斷裂事件而停止收費的中山高速公路后里收費站，因應后豐大橋臨時便橋開放通車，自今日起正式恢復收費。yam天空新聞─中央社（页面存档备份，存于）
- 應國立故宮博物院的邀請，北京故宮博物院院長鄭欣淼一行中午抵達桃園國際機場，展開為期4天的訪台之旅。yam天空新聞─中央社１（页面存档备份，存于）２（页面存档备份，存于）

## 3月2日
- 台北市白雪大旅社凌晨發生火災，火勢雖於半小時內受到控制，但卻造成7死1重傷的慘劇，初步朝向人為縱火方向偵辦。yam天空新聞─中央社１（页面存档备份，存于）２（页面存档备份，存于）
- 受亞洲貨幣競相走貶影響，新台幣兌美元匯率貶破35元，收盤價為35.174元兌1美元，重貶2.24角，創下自1987年以來的新低價位。yam天空新聞─中央社（页面存档备份，存于）

## 3月3日
- 前總統陳水扁涉及國務機要費案、扁家洗錢疑案等重大弊案遭羈押期限屆滿，台北地方法院晚間召開合議庭，以「羈押原因仍繼續存在」為由駁回陳水扁提出的撤銷羈押聲請，同時裁定自3月26日起再延押2個月。yam天空新聞─中央社１２（页面存档备份，存于）
- 受到下游廠商需求不振影響，中油有意在3月中將三輕停爐，並同時推動「新三輕計畫」；四輕、五輕的產能則同步提升至95%，以提升效率並降低虧損。yam天空新聞─中央社（页面存档备份，存于）
- 石門水庫水位持續下降，經濟部水利署宣布自5日起桃園縣全縣、台北縣林口鄉、新竹縣湖口鄉與新豐鄉進入第二階段限水。yam天空新聞─中央社（页面存档备份，存于）

## 3月4日
- 中華隊棒球國手鄭凱文宣布加盟日本職棒阪神虎隊，成為第三位效力於阪神虎的台灣籍旅日棒球選手。yam天空新聞─中央社（页面存档备份，存于）

## 3月5日
- 經濟部部長尹啟銘宣布，政府介入整併DRAM產業，將由聯電榮譽副董事長宣明智擔任召集人，籌設「台灣記憶體公司」（簡稱TMC），政府持股將低於5成，預定三個月內與美光、爾必達等DRAM國際大廠對於技術合作完成協商談判，並在六個月內完成整併。yam天空新聞─中央社（页面存档备份，存于）中國時報自由時報

## 3月6日
- 世界棒球經典賽A組預賽，台灣首戰南韓，以0:9敗北，將於7日中午出戰中國，爭取進入敗部冠軍戰。yam天空新聞─中央社（页面存档备份，存于）中國時報自由時報

## 3月7日
- 世界棒球經典賽A組預賽，台灣於敗部復活賽出戰中國，以1:4敗北，成為本屆賽事首支遭到淘汰的隊伍，且為國際賽對中國的二連敗。中國時報１（页面存档备份，存于）２自由時報１２

## 3月8日
- 立法院審議中的《個人資料保護法》草案，國民黨籍立委謝國樑等人提案增列「民代免責條款」，免除民意代表蒐集個人資料的事前告知義務，遭外界質疑恐侵犯個人隱私。自由時報

## 3月9日
- 台北市東區發生黃富康隨機殺人事件，從南投北上的失業男子黃富康，假藉租屋名義誘騙被害人簡添智相約看屋，先在屋內以鈍器及利器加以殺害後，隨即轉赴死者住處殺傷其妻余瑞瑛與兒子簡裕倫，造成一死二傷的悲劇。自由時報中國時報（页面存档备份，存于）
- 台灣第一座民間參與投資的商業港口，台北港貨櫃碼頭與貨櫃儲運中心正式營運啟用。yam天空新聞─中央社１（页面存档备份，存于）２（页面存档备份，存于）
- 經濟部常務次長施顏祥自本日起接替潘文炎，擔任中油董事長職務。yam天空新聞─中央社（页面存档备份，存于）

## 3月10日
- 考選部計畫高考二級考試加考中華人民共和國憲法等中國法規，民進黨批評此舉為考試院院長關中實踐終極統一的做法。考選部原已上網公告修訂草案，見諸報端後卻矢口否認，在面對輿論壓力後改口承認確有相關規劃。自由時報１２
- 嘉義縣林姓高三學生在高鐵嘉義站對馬英九總統做出抗議行為，遭到警方逮捕涉違反人權。林姓學生指出，警察要他「以學業為重、不要管政治」。鐵路警察局表示，並未逮捕，只是依法進行隔離。自由時報１

## 3月14日
- 苗栗縣第一選區立委補選結果揭曉，無黨籍參選的現任竹南鎮長康世儒以一千餘票的差距擊敗國民黨候選人陳鑾英獲得當選。中國時報（页面存档备份，存于）自由時報
- 針對離島開放設置賭場，行政院邀集相關單位討論博弈推動原則，附設賭場的國際度假區至少須設置一千個房間，博弈執照以不超過兩張為原則，賭場最快可在2013年營運。中國時報[永久]

## 3月16日
- 行政院新聞局駐多倫多新聞組長郭冠英在網路上以「范蘭欽」、「郭才子」等筆名發表多篇含有詆毀台灣的言論的文章，新聞局決議將其移送公務員懲戒委員會並調為非主管職務。yam天空新聞─中央社（页面存档备份，存于）

## 3月17日
- 行政院長劉兆玄在立法院總質詢中宣示，將全面實施國中小營養午餐免費，最快在今年9月實施。中國時報（页面存档备份，存于）自由時報

## 3月18日
- 經濟部正式公佈低放射性廢棄物最終處置場的最後2個建議場址，分別為台東縣達仁鄉和澎湖縣望安鄉，兩地最快將在2個月內舉辦地方性公投決議。yam天空新聞─中央社１（页面存档备份，存于）２（页面存档备份，存于）
- 因疑似詐騙前總統陳水扁而成名的黃琪，涉嫌假冒國民黨籍立委鄭麗文的女助理向勞保局詐取他人資料，遭警方傳喚到案說明。自由時報